# گاه‌شمار (فیلم ۱۹۷۲)
گاه‌شمار (ایتالیایی: La calandria) که در ایران (سینما ونک) با نام زیر دامن منو نگاه نکن اکران شد، یک فیلم کمدی ایتالیایی به کارگردانی پاسکواله فستا کامپانیله است که در سال ۱۹۷۲ منتشر شد.

## بازیگران
- لاندو بوتسانکا
- باربارا بوشه
- آگوستینا بلی
- سالوو رندونه
- ماریو اسکاچا
- جوسی راسپانی داندالو
- چزاره جلی
- ماریا گراتسیا اسپینا
- روبرتو آنتونلی
- جولیانا کالاندرا
- کلارا کولوسیمو
- تونی اوچی